# Campionato africano maschile di pallavolo 2009
Il XVII campionato africano maschile di pallavolo si è svolto dal 27 settembre al 4 ottobre 2009 a Tétouan, in Marocco. Al torneo hanno partecipato 9 squadre nazionali africane e la vittoria finale è andata per la quinta volta, la terza consecutiva, all'Egitto.

## Squadre partecipanti
- Algeria
- Botswana
- Camerun
- Egitto
- Gabon
- Libia
- Marocco
- Sudafrica
- Tunisia

## Gironi
| Girone A                        | Girone B                              |
| ------------------------------- | ------------------------------------- |
| Camerun Libia Marocco Sudafrica | Algeria Botswana Egitto Gabon Tunisia |

## Fase finale

### Finali 1º e 3º posto
|  | Semifinali | Semifinali | Semifinali |         |        | Finale          | Finale          | Finale          |  |
|  |            |            |            |         |        |                 |                 |                 |  |
|  | Camerun    | Camerun    | 2          |         |        |                 |                 |                 |  |
|  | Camerun    | Camerun    | 2          |         |        |                 |                 |                 |  |
|  | Algeria    | Algeria    | 3          |         |        |                 |                 |                 |  |
|  | Algeria    | Algeria    | 3          |         | Egitto | Egitto          | 3               |                 |  |
|  |            |            |            |         | Egitto | Egitto          | 3               |                 |  |
|  |            |            | Algeria    | Algeria | 0      |                 |                 |                 |  |
|  | Egitto     | Egitto     | Algeria    | Algeria | 0      | 3               |                 |                 |  |
|  | Egitto     | Egitto     |            |         |        | 3               |                 |                 |  |
|  | Marocco    | Marocco    | 0          |         |        | Finale 3º posto | Finale 3º posto | Finale 3º posto |  |
|  | Marocco    | Marocco    | 0          |         |        |                 |                 |                 |  |
|  |            |            |            |         |        |                 |                 |                 |  |
|  |            |            |            |         |        | Camerun         | Camerun         | 3               |  |
|  |            |            |            |         |        | Camerun         | Camerun         | 3               |  |
|  |            |            |            |         |        | Marocco         | Marocco         | 1               |  |

### Finali 5º e 7º posto
|  | Semifinali 5º/8º posto | Semifinali 5º/8º posto | Semifinali 5º/8º posto |       |         | Finale 5º/6º posto | Finale 5º/6º posto | Finale 5º/6º posto |  |
|  |                        |                        |                        |       |         |                    |                    |                    |  |
|  | Libia                  | Libia                  | 3                      |       |         |                    |                    |                    |  |
|  | Libia                  | Libia                  | 3                      |       |         |                    |                    |                    |  |
|  | Botswana               | Botswana               | 2                      |       |         |                    |                    |                    |  |
|  | Botswana               | Botswana               | 2                      |       | Tunisia | Tunisia            | 3                  |                    |  |
|  |                        |                        |                        |       | Tunisia | Tunisia            | 3                  |                    |  |
|  |                        |                        | Libia                  | Libia | 1       |                    |                    |                    |  |
|  | Tunisia                | Tunisia                | Libia                  | Libia | 1       | 3                  |                    |                    |  |
|  | Tunisia                | Tunisia                |                        |       |         | 3                  |                    |                    |  |
|  | Sudafrica              | Sudafrica              | 0                      |       |         | Finale 7º/8º posto | Finale 7º/8º posto | Finale 7º/8º posto |  |
|  | Sudafrica              | Sudafrica              | 0                      |       |         |                    |                    |                    |  |
|  |                        |                        |                        |       |         |                    |                    |                    |  |
|  |                        |                        |                        |       |         | Botswana           | Botswana           | 2                  |  |
|  |                        |                        |                        |       |         | Botswana           | Botswana           | 2                  |  |
|  |                        |                        |                        |       |         | Sudafrica          | Sudafrica          | 3                  |  |

## Classifica finale
| Classifica | Squadre   | Qualificazione |
| ---------- | --------- | -------------- |
|            | Egitto    |                |
|            | Algeria   |                |
|            | Camerun   |                |
| 4          | Marocco   |                |
| 5          | Tunisia   |                |
| 6          | Libia     |                |
| 7          | Sudafrica |                |
| 8          | Botswana  |                |
| 9          | Gabon     |                |

## Premi individuali
- MVP: Ahmed Salah
- Miglior schiacciatore: Ndaki Mboulet
- Miglior muro: Ali Kerboula
- Miglior servizio: Khalid Satour
- Miglior palleggiatore: Abdala Ahmed Salam
- Miglior ricevitore: Adel Mahmoudi
- Miglior difesa: Mohamed Abdel Moneim
- Miglior libero: Waed Al Aydy